# Межкорейский саммит (апрель 2018)

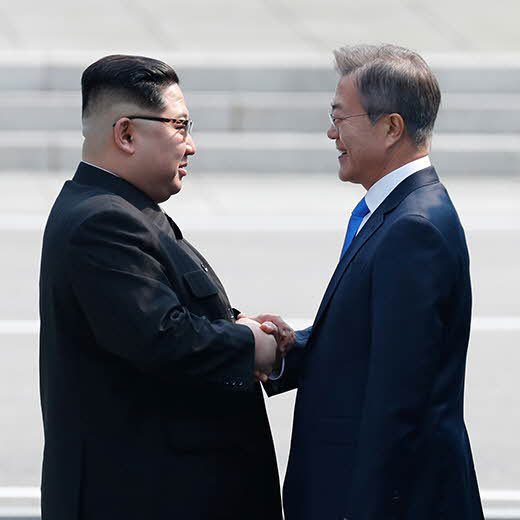
Ким и Мун пожимают друг другу руки на демаркационной линии

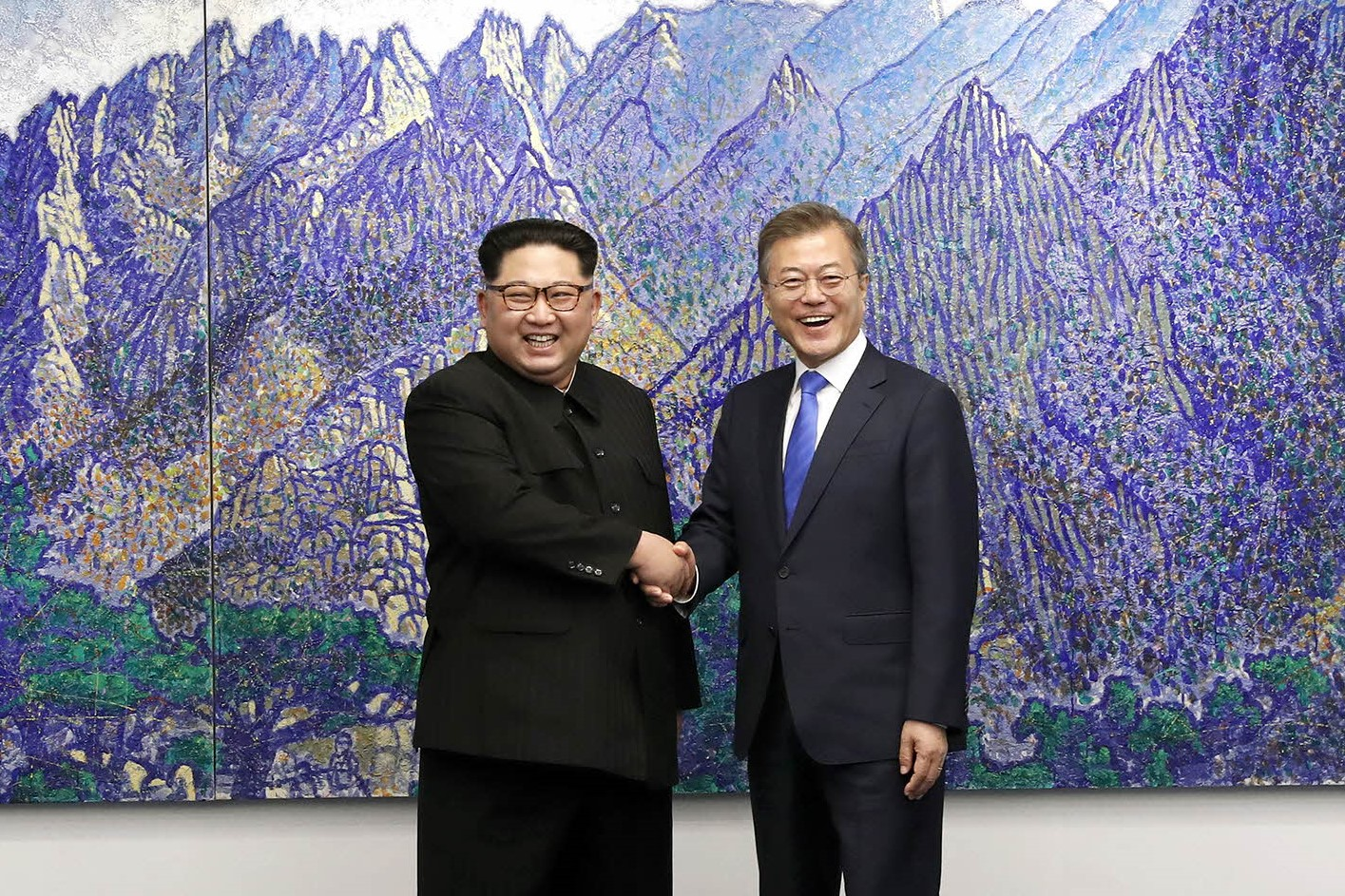
Ким Чен Ын и Мун Чжэ Ин пожимают руки

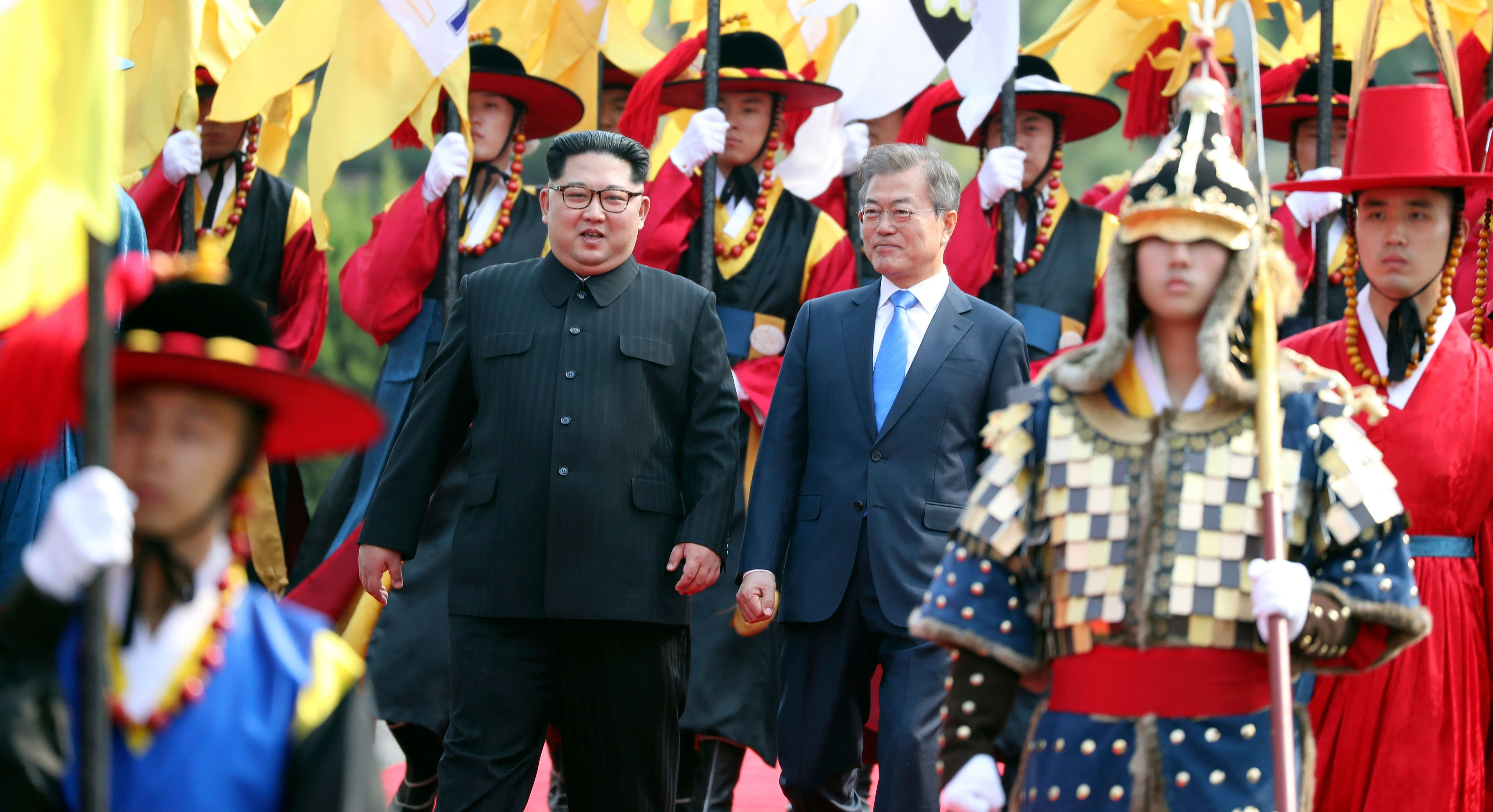
Обзор южнокорейского военного почётного караула

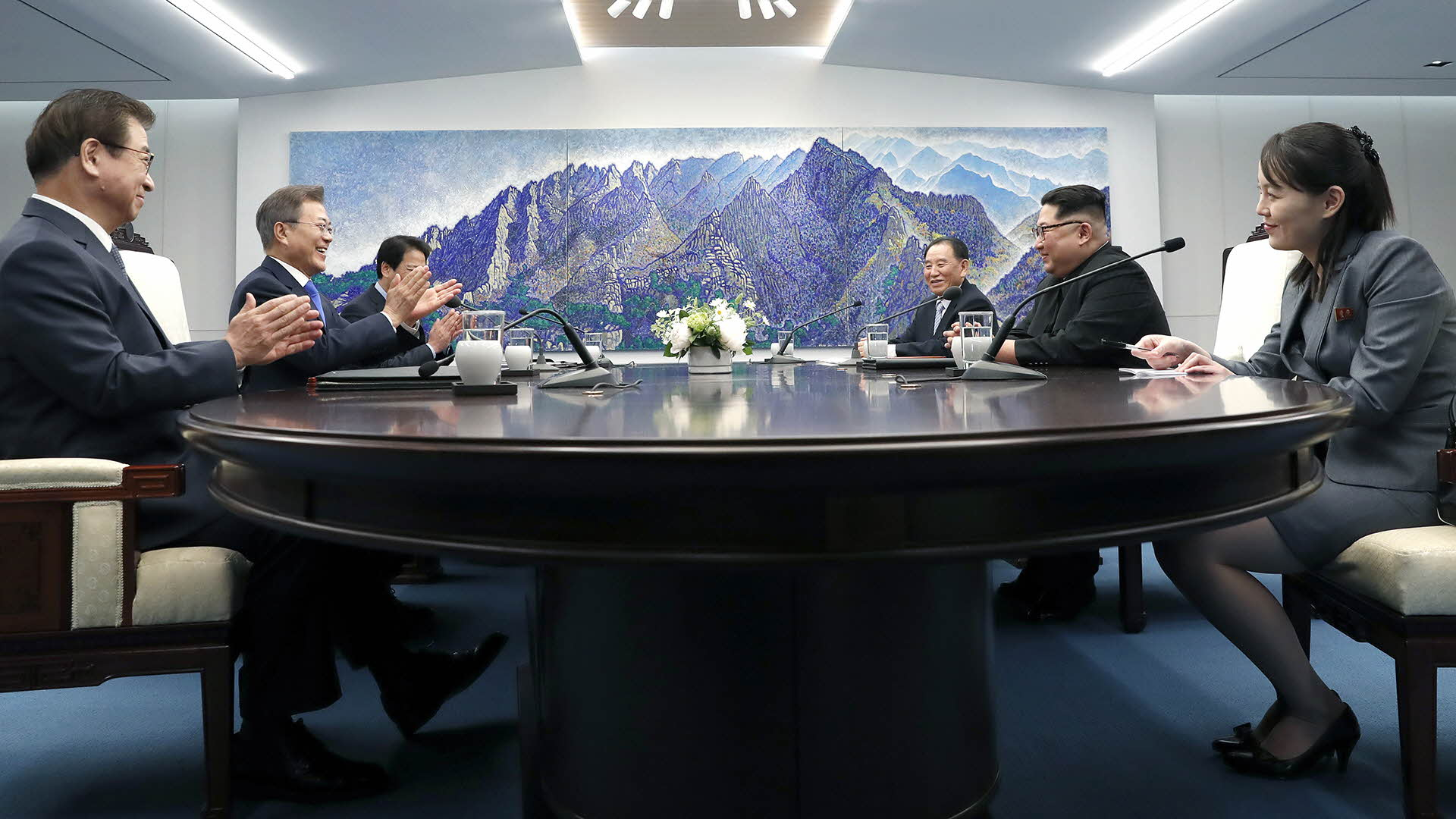
Переговоры внутри Дома мира

Межкорейский саммит 2018 года (27 апреля 2018 года) — 3-я встреча на высшем уровне глав государств Корейского полуострова (после 2000 и 2007). Проходила в приграничной деревне Пханмунджом (на южной стороне). Первая в серии встреч Ким Чен Ына и Мун Чжэ Ина после потепления отношений двух Корей в 2018 году.

## Место встречи
Из числа предложенных Южной Кореей мест для проведения саммита Северная Корея выбрала Дом мира, расположенный рядом с демаркационной линией в деревне Пханмунджом на южной стороне.
Это встреча стала первым случаем, когда лидер Северной Кореи ступил на землю Южной. Первая встреча двух лидеров, во время которой они пожали друг другу руки, находясь на демаркационной линии, транслировалась в прямом эфире. Мун принял приглашение Кима символически ступить на землю Северной Кореи, прежде чем оба они отправились в Дом мира.
Помимо переговоров оба лидера также приняли участие в церемонии посадки дерева, в которой использовались почва и вода из обеих Корей, а также посетили банкет. Многие элементы встречи были преисполнены символизма, включая овальный стол для переговоров, диаметром 2018 мм, означающий год саммита.

## Повестка саммита
4 апреля высокопоставленные правительственные чиновники двух Корей провели совещание на рабочем уровне для обсуждения повестки саммита в Доме Мира. Встреча на высшем уровне была направлена главным образом на ядерное разоружение и улучшение межкорейских отношений для взаимной выгоды.

### Другие участники встречи
Обоих лидеров сопровождали их супруги — Ким Джонсук и Ли Соль Чжу, а также высшие должностные лица обоих государств:

#### Северная Корея
- Ким Ён Нам — председатель Президиума Верховного Народного Собрания КНДР и номинальный глава государства
- Ким Ё Чжон — сестра Ким Чен Ына и член политбюро
- Чоу Хви — заместитель председателя Трудовой партии Кореи
- Ли Сон Kвон — председатель Комитета по мирному воссоединению Отечества
- Ри Мён-су — начальник генералитета Корейской народной армии
- Ри Йонхо — министр иностранных дел
- Ри Суйон — заместитель председателя Трудовой партии Кореи
- Пак Ён Сик — министр народных вооружённых сил КНДР

#### Южная Корея
- Чон Ый-йонг — Советник по национальной безопасности
- Сео Хун — директор национального разведывательного управления
- Чо Мён Гён — министр объединения
- Лим Джонг Сок — главный секретарь президента, курирующий подготовку саммита
- Сон Ён Му — министр национальной обороны
- Кан Гён Хва — министр иностранных дел
- Чжон Кён Ду — начальник объединённого комитета начальников штабов

## Результаты
Высший руководитель КНДР Ким Чен Ын и президент Республики Корея Мун Чжэ Ин подписали совместную декларацию, в которой объявили о начале эры мира и пообещали работать над избавлением корейского полуострова от ядерного оружия. Подготовить мирный договор и подписать его планируется уже в 2018 году. На осень 2018 года намечен визит президента Муна в Пхеньян. Декларация включает в себя такие пункты:
- Окончание взаимных враждебных действий;
- Превращение демилитаризованной зоны на 38-й параллели в «зону мира» и прекращение пропагандистского вещания с 1 мая 2018 года;
- Сокращение вооружений и ослабление напряженности в регионе;
- Подготовка трехсторонних переговоров с участием США и Китая;
- Воссоединение семей, разделенных вследствие войны;
- Соединение железных дорог и автомагистралей Юга и Севера в единую транспортную систему и их модернизация;
- Дальнейшее совместное участие в спортивных состязаниях, в том числе в Азиатских играх-2018;

Также стороны договорились о создании офиса сотрудничества в северокорейском городе Кэсон, расположенном в одноимённой промышленной зоне.